# Jon
Jon ist ein männlicher Vorname sowie ein Familienname.

## Herkunft und Bedeutung
Der Name ist eine Kurzform, die in unterschiedlichen Ländern unterschiedlich gedeutet wird:
- baskisch: Kurzform von Johannes („der HERR ist gnädig“)[1]
- skandinavisch: Kurzform von Johannes oder Jonas („Taube“)[1][2]
- englisch: Kurzform von Johannes oder Jonathan („der HERR hat gegeben“)[1]
- luxemburgisch: Kurzform von Simeon („[Gott] hat gehört“).[3]

## Namensträger

### Vorname
- Jon Almaas (* 1967), norwegischer Moderator und Schauspieler
- Jon Anderson (* 1944), britischer Rockmusiker
- Jon Awe (* 1980), US-amerikanischer Eishockeyspieler
- Jon Balke (* 1955), norwegischer Jazz-Pianist
- Jon Baumhauer (* 1944), deutscher Unternehmer und Klinischer Psychologe
- Jon Bing (1944–2014), norwegischer Schriftsteller, Übersetzer und Jurist
- Jon Birgisson († 1157), Erzbischof von Norwegen
- Jon Bogdanove (* 1958), US-amerikanischer Comiczeichner und -autor
- Jon Bon Jovi (* 1962), US-amerikanischer Sänger, Gitarrist, Komponist und Schauspieler
- Jon Conway (* 1977), US-amerikanischer Fußballtorwart
- Jon Corbett (* ≈1950), britischer Improvisationsmusiker
- Jon Georg Dale (* 1984), norwegischer Politiker
- Jon Ekstrand (* 1976), schwedischer Komponist und Tontechniker
- Jon Engen-Helgheim (* 1981), norwegischer Politiker
- Jon Faddis (* 1953), US-amerikanischer Jazztrompeter, Bandleader und Komponist
- Jon Fält (* 1979), schwedischer Jazz-Schlagzeuger
- Jon Favreau (* 1966), US-amerikanischer Schauspieler, Produzent und Regisseur
- Jon Henrik Fjällgren (* 1987), schwedisch-samischer Joiker und Sänger
- Jon Fosse (* 1959), norwegischer Schriftsteller und Dramatiker
- Jon Andoni Goikoetxea (* 1965), spanischer Fußballspieler und -trainer
- Jon Guidon (1892–1966), Schweizer Dichter
- Jon Gunnes (* 1956), norwegischer Politiker
- Jon Hamar (* 1975), US-amerikanischer Jazzmusiker und Hochschullehrer
- Jon Hamm (* 1971), US-amerikanischer Schauspieler
- Jon Hatamiya (* ≈1992), US-amerikanischer Jazzmusiker
- Jon Hendricks (1921–2017), US-amerikanischer Jazz-Sänger, Dichter und Schlagzeuger
- Jon Hiseman (1944–2018), britischer Schlagzeuger
- Jon Izaguirre (* 1989), spanischer Radrennfahrer
- Jon Jerde (1940–2015), US-amerikanischer Architekt
- Jon Kortajarena (* 1985), spanisches Model und Schauspieler
- Jon Krakauer (* 1954), US-amerikanischer Autor und Journalist
- Jon Landau (* 1947), US-amerikanischer Musikkritiker, Plattenproduzent und Manager
- Jon Landau (1960–2024), US-amerikanischer Filmproduzent
- Jon Lane (* 1949), britischer Eiskunstläufer
- Jon Lord (1941–2012), britischer Musiker
- Jon Lovitz (* 1957), US-amerikanischer Schauspieler
- Jon McGregor (* 1976), britischer Schriftsteller
- Jon Michelet (1944–2018), norwegischer Schriftsteller
- Jon Nödtveidt (1975–2006), schwedischer Musiker und Satanist
- Jon Ola Norbom (1923–2020), norwegischer Ökonom und Politiker
- Jon Nuotclà (1934–2017), Schweizer Schriftsteller
- Jon-Ivar Nygård (* 1973), norwegischer Politiker
- Jon Oliva (* 1960), US-amerikanischer Sänger und Musiker
- Jon Polito (1950–2016), US-amerikanischer Schauspieler
- Jon Pult (* 1984), Schweizer Politiker
- Jon Rahm (* 1994), spanischer Golfer
- Jon Ronson (* 1967), britischer Journalist, Autor und Dokumentarfilmer
- Jon Sallinen (* 2000), finnischer Freestyle-Skier
- Jon Semadeni (1910–1981), Schweizer Buch- und Hörspielautor, Regisseur, Dramatiker und Schauspieler
- Jon Stewart (* 1962), US-amerikanischer Komiker, Schauspieler, Schriftsteller und Produzent
- Jon Rune Strøm (* 1985), norwegischer Jazzmusiker
- Jon Turteltaub (* 1963), US-amerikanischer Filmregisseur und Fernseh- und Filmproduzent
- Jon Van Fleet (* 1982), US-amerikanischer Pokerspieler
- Jon Voight (* 1938), US-amerikanischer Schauspieler
- Jon Watts (* 1981), US-amerikanischer Regisseur, Drehbuchautor und Filmproduzent

### Familienname
- Anand Jon (* 1973), US-amerikanischer Modeschöpfer
- Jon Chol-ho (* 1969), nordkoreanischer Gewichtheber
- Jon Kwang-ik (* 1988), nordkoreanischer Fußballspieler
- Jon Myong-hui (* 1986), nordkoreanische Fußballspielerin
- Jon Myong-hwa (* 1993), nordkoreanische Fußballspielerin
- Jon Pyong-ho (1926–2014), nordkoreanischer Politiker
- Jon Song-chol (* 1985), nordkoreanischer Eishockeyspieler
- Jon Yong-jin († 2014), nordkoreanischer Politiker, Botschafter in Kuba

### Künstlername
- Lil Jon (* 1971), US-amerikanischer Rapper und Musikproduzent

### Fiktive Figuren
- Jon Schnee, Figur des Buchs Das Lied von Eis und Feuer und der Fernsehserie Game of Thrones